# Terrene
Terrene (englisch weltlich) ist ein Konzeptalbum der amerikanischen Funeral-Doom-Band Mesmur.

## Geschichte
Das multinational besetzte Bandprojekt um den Gitarristen Jeremy „Yixja“ Lewis bestand zur Aufnahme ihres dritten Studioalbums aus dem Schlagzeuger John Devos, dem australischen Sänger Chris G und den italienischen Bassisten Michele Mura. Wie das vorausgegangene Album S behielt die Band ihren Vertrag mit Solitude Productions für die Veröffentlichung des Albums bei.
Auch an den Arbeitsbedingungen änderten die Bandmitglieder nichts. So wurde Terrene in unterschiedlichen Aufnahmesettings ohne professionelles Studio und ohne gemeinsame Studiozeit erarbeitet und eingespielt. Jeder der Musiker spielte seinen Teil in einem Homerecording-Setting ein während sich die Bandmitglieder im virtuellen Raum zu Fortschritten und Ideen austauschten. Abmischung und Mastering des Ausgangsmaterials übernahm Lewis selbst. Ein exakter Aufnahmezeitraum kann aufgrund der Entstehungsbedingungen nicht benannt werden.

## Albuminformationen
Terrene ist das dritte Studioalbum der Band.

### Titelliste
1. Terra Ishtar: 16:51
2. Babylon: 11:52
3. Eschaton: 12:59
4. Caverns of Edimmu: 13:11

### Umfang, Gestaltung und Konzept
Das am 29. November 2019 erstmals veröffentlichte Album enthält vier separate Stücke, die eine Gesamtspielzeit von 54:53 Minuten haben. Die Gestaltung übernahm Vladislav Cadaversky. Das Konzeptalbum schließt an seinem Vorgänger an und nimmt ähnliche Themen als konzeptionellen Hintergrund. Anders als S befasst sich Terrene jedoch mit der Entropie und dem drohenden Chaos „in einem eher irdischen Kontext“.

### Stil
Das Album wird dem Funeral Doom zugerechnet. Die Stücke sind dem Genre entsprechend lang und langsam, dabei jedoch abwechslungsreich und „keineswegs eindimensional“. Die Musik entfalte „sich allmählich zu düsteren Klanglandschaften mit berauschenden, einsamen Melodien und reichlich düsteren Atmosphären“, mit Synthesizern sowie Cello und Flöte. Terrene erscheine so als ein „bedrohlich-düsteres“ Genre-Album „mit eindringlichem Riffing und einem weit in den Vordergrund ragenden Schlagzeug“. Dabei steigert die Band sich „von Song zu Song [in] mehr Dissonanz und (gefühlte) Strukturlosigkeit.“ Damit erweise die Gruppe um Lewis „große Vielseitigkeit, ohne dabei den Rahmen des Genres zu verlassen.“ Die benannten Dissonanzen und eine Häufung von Passagen reinen Ambients bleiben im Rahmen des Genres und verleihen der Musik Dynamik, ohne diese zu komplex erscheinen zu lassen.

## Wahrnehmung
Terrene wurde international einhellig positiv rezensiert. Mitunter wurde das Album als gute und gelungene aber nicht herausragende Veröffentlichung im Genre beurteilt. An anderer Stelle wurde Terrene hingegen als tief emotionales Werk gelobt. Mesmur sei es gelungen ein Album generalisierbarer Emotionalität aus „Traurigkeit und Trauer“ zwischen „erdrückender Agonie, erhabener Schönheit, tiefer Melancholie und Trauer zu erschaffen.“ Das Album fange „komplexe, schwere Emotionen durch poetische, lebendige Texte ein, die von schweren Synthesizern und Gitarren unterstützt werden, gemischt mit einem Hauch von Sanftheit durch Cello und Flöte.“ Die rohen „Emotionen im Verlauf dieser intensiven und traumhaft musikalischen Reise“ des Albums erweise sich als „geradezu unwiderstehlich“, Terrene wirke durch die Dissonanzen und Verzerrung der Gitarre „fraglos etwas verschroben, in sich jedoch schlüssig“. Wodurch sich das Album für Moritz Grütz von Metal1.info „als ausgereifter als der etwas zu experimentelle Vorgänger ‘S’, aber leider nicht auf dem Niveau des Debüts, das [für ihn] melodisch einfach mehr zu bieten hatte“ erwies.

„Kaputt, tödlich, einengend, ungemütlich. Jegliche Entspannung tritt erst ein, wenn das Album wieder abgeschaltet wird, aber genau das ist Ziel und Stärke von MESMUR, deren erfahrene Musiker hier wie feiner Kies in einem gut geölten Uhrwerk wirken. Perfekt unperfekt!“